# Цебеков, Эренджен Александрович
Эрендже́н (Эренжа́н) Алекса́ндрович Цебе́ков (род. 5 июля 1964, Элиста) — советский и российский футболист, вратарь клуба «Уралан» с 1982 по 1996 годы.

## Карьера
Эренжан Цебеков начинал карьеру в родной Элисте, дебютировав за «Уралан» в 1982 году. Всю свою профессиональную карьеру провёл в клубе из Калмыкии, сыграл 410 матчей в первенствах страны. В 1996 году играл за дублирующий состав элистинцев, выступавший в третьей лиге.

## Личная жизнь
Сын Герман (род. 1992) тоже футболист, нападающий, выступал за «Уралан» на любительском уровне.